# Hajipur
Hajipur est une ville indienne située dans le district de Vaishali dans l’État du Bihar. En 2011, sa population était de 443 976 habitants.

## Source de la traduction
- (en) Cet article est partiellement ou en totalité issu de l’article de Wikipédia en anglais intitulé « Hajipur » (voir la liste des auteurs).